# Henck Arron
Henck Alphonsus Eugène Arron (25 ianuarie 1936 Paramaribo - 4 decembrie 2000 Alphen aan der Rijn) a fost un om politic surinamez, cu pregătire în domeniul serviciilor bancare, lider al Partidului Național din Surinam (principal partid al creolilor afro-surinamezi) care a fost cel dintâi prim-ministru al Surinamului independent.
(1975-1980). El a deținut funcția de prim-ministru încă dinainte, din timpul regimului de autonomie colonială, începând din anul 1973. În 1977 a fost reales prim-ministru în urma unor alegeri parlamentare contestate. La 25 decembrie 1980 o lovitură de stat militară sângeroasă - Puciul sergenților - condusă de sergentul veteran Dersi Bouterse a răsturnat de la putere guvernul Arron și a instaurat o juntă militară  care a condus țara până în 1988. Arestat vreme de un an la domiciliu sub acuzația de corupție, Henck Arron a fost în cele din urmă achitat și pus în libertate, reîntorcându-se la activitatea bancară, ca director al Băncii populare de credit din Paramaribo. În 1987  în urma unor alegeri democratice, Arron a fost ales vicepreședinte și șef al guvernului țării sale. A fost din nou înlăturat de la putere în 1990 de o nouă lovitură de stat militară și s-a exilat în Olanda. Arron este considerat ctitor al independenței Surinamului.